# Verrugophryno exoristoides
Verrugophryno exoristoides är en tvåvingeart som beskrevs av Townsend 1927. Verrugophryno exoristoides ingår i släktet Verrugophryno och familjen parasitflugor.
Artens utbredningsområde är Peru. Inga underarter finns listade i Catalogue of Life.